# B'z Loud-Gym
B'z Loud-Gym（ビーズ・ラウド・ジム）は、日本のロックユニット、B'zの30周年記念イベントである。2017年9月21日に始まり、2018年9月20日まで毎月1回、合計13回行われた。

## 概要
B'z結成30周年記念として、全国のライブハウスで楽曲やライブ映像を流す爆音イベントである。
各月ごとにテーマが決められ、そのテーマに沿った楽曲や映像が選出される。またLoud-Gymで初公開となる映像や音源もあった。

## 入場
入場料は無料（入場時に2ドリンク代が必要）。入場方法は以下の通りである。
1. 優先入場用デジタルチケット「Loud Pass」を発行。申し込みには『B'z Club-Gym』の登録が必須。
2. 「Loud Pass」の入場終了後、当日会場で発券される整理券で入場。
3. 「Loud Pass」と当日会場配布の整理券の該当者の入場後、会場のキャパシティーに余裕があれば入場可。